# Налоговая система Индонезии
Система налогообложения в Индонезии включает налог на доходы и НДС.
Индонезийское налогообложение основывается на Статье 23A of UUD 1945 (Конституция Индонезии 1945 года), где налог определён как взнос, принудительно взимаемый со всех граждан Индонезии, иностранных граждан и резидентов, проживающих в стране в общей сложности не менее 183 дней в течение 12-месячного периода. В Индонезии имеется несколько иерархических уровней налогообложения, включающих: подоходный налог, местные налоги (Pajak Daerah) и налоги центрального правительства.

## Налоговое законодательство Индонезии

### Ставки налогообложения
В Индонезии принята прогрессивная шкала скользящих налоговых ставок для всех категорий налогов. К тому же, как в любой развивающейся экономике, большая часть экономической активности приходится на уровень домохозяйств, который освобождён от налогообложения с продаж и услуг.
Налоговая система Индонезии отражает экономическую реальность преобладания бедных граждан, и неимущие освобождены почти от любого налогообложения. За этим стоит этика «gotong-royong» — «взаимопомощи», которая заключается в принуждении более удачливых состоятельных людей исполнять их моральное обязательство несения более тяжёлого налогового бремени — независимо от их отношения к справедливости данного правила.
Освобождаемый от налогов порог бедности для индонезийских получателей дохода зависит от региона, так как существует некоторый диспаритет между покупательной способностью Рупии в различных регионах и внутри-региональный — между крупными городами и меньшими. Столица, Джакарта, считается самым дорогим городом в отношении товаров, услуг и заработной платы.

### Подоходный налог
Налогообложение доходов — вопрос, регулируемый Региональным (Propinsi) правительством определяемый экономическими реалиями конкретной местности. Как упоминалось выше, беднейшие жители освобождены практически от всех налогов.
| Диапазон                     | Годовой доход                     | Ставка |
| ---------------------------- | --------------------------------- | ------ |
| Свободный от налогообложения | До Rp24,000,000                   | 0 %    |
| Диапазон I                   | До Rp50,000,000                   | 5 %    |
| Диапазон II                  | От Rp50,000,000 до Rp250,000,000  | 15 %   |
| Диапазон III                 | От Rp250,000,000 до Rp500,000,000 | 25 %   |
| Диапазон IV                  | Свыше Rp500,000,000               | 30 %   |

Хотя ставки различаются по регионам, для наглядности для подоходного налога в основном используют прогрессивную ставку, начиная с 10 % валовой заработной платы/дохода в год, продвигаясь к 30 % в год. Нормы находятся в процессе обсуждения, как предложение 2008 года включить в облагаемый доход доход от долей участия, дивидендов, трастов и прочих с ними связанных источников. Например, в наиболее урбанизированном и индустриализированном районе, Особом столичном округе Джакарта налогообложение доходов начинается с заработных плат свыше одного миллиона Рупий (IDR) в месяц, со ставкой в 10 %, которая постепенно увеличивается до 40 %.